# 斯托伊萊什蒂鄉
44°54′N 24°23′E / 44.900°N 24.383°E
斯托伊萊什蒂鄉（羅馬尼亞語：Comuna Stoilești, Vâlcea），是羅馬尼亞的鄉份，位於該國西南部，由沃爾恰縣負責管轄，處於布加勒斯特以西150公里，每年平均降雨量1,040毫米，海拔高度390米，2002年人口4,243。